# Gilbert Van Binst
Gilbert Van Binst (Machelen, Bélgica; 5 de julio de 1951 – Zaventem, Bélgica; 3 de enero de 2025) fue un futbolista y entrenador de fútbol de Bélgica que jugó en la posición de defensa.

## Carrera

### Club
| Periodo   | Club           | Apariciones | Goles |
| --------- | -------------- | ----------- | ----- |
| 1968-1980 | RSC Anderlecht | 262         | 28    |
| 1980–1981 | Toulouse FC    | 26          | 1     |
| 1981-1983 | Club Brujas    | 31          | 0     |

### Selección nacional
A nivel de selecciones menores jugó para Bélgica a nivel sub-19 en 10 ocasiones de 1967 a 1969. Van Binst jugó para Bélgica en 15 ocasiones de 1972 a 1977 y anotó un gol. Participó en la Eurocopa 1972 como anfitrión donde terminó en tercer lugar.

### Entrenador
| Periodo   | Club              |
| --------- | ----------------- |
| 1985–1986 | Wallonia Namur    |
| 1986–1988 | KWSC Lauwe        |
| 1992      | SK Oostnieuwkerke |

## Logros

### Club
- Belgian First Division: 1971–72, 1973–74
- Belgian Cup: 1971–72, 1972–73, 1974–75, 1975–76
- Belgian League Cup: 1973, 1974
- European Cup Winners' Cup: 1975–76, 1977–78[4]
- Supercopa de la UEFA: 1976, 1978
- Amsterdam Tournament: 1976[5]
- Torneo de París: 1977[6]
- Jules Pappaert Cup: 1977[5]

### Individual
- Premio Nacional al Mérito Deportivo: 1978[7]